# ميغيل كاباييرو أورتيغا
ميغيل كاباييرو أورتيغا (بالإسبانية: Miguel Caballero Ortega)‏ هو متسلق جبال تزلج ‏ إسباني، ولد في 8 يوليو 1982 في مدريد في إسبانيا.

## وصلات خارجية
- ميغيل كاباييرو أورتيغا على موقع الاتحاد الألماني للألترا ماراثون (الإنجليزية)
- ميغيل كاباييرو أورتيغا على موقع الرابطة الدولية لركض المسار (الإنجليزية)
- ميغيل كاباييرو أورتيغا على موقع الرابطة الدولية لركض المسار (الإنجليزية)
- ميغيل كاباييرو أورتيغا على موقع الرابطة الدولية لركض المسار (الإنجليزية)